# Météopole
La Météopole ou Météopôle est le campus toulousain regroupant des services de Météo-France et d'autres organismes proches. Elle est située au 42 avenue Gaspard Coriolis, au sud-ouest de Toulouse, à proximité de Basso-Cambo et face au quartier des Pradettes, sur une surface de plus de 45 hectares.

## Histoire
Après une décision de principe, prise en 1972 par un comité interministériel d'aménagement du territoire (CIAT), confirmée budgétairement en 1977 et par la pose d'une première pierre par le premier ministre de l'époque, Raymond Barre, en juillet 1977,, l'École nationale de la météorologie et le centre de recherche ouvrent sur ce site à l'été 1982.
En 1987, le Centre européen de recherche et de formation avancée en calcul scientifique est créé sur ce site, et la poursuite de l'opération de regroupement des services de la Météorologie Nationale est décidée (mars 1987). 
A la fin de l'année 1991, les services nationaux de prévision, climatologie et informatique transfèrent leurs opérations sur ce site.
En 2002 Gilles de Robien, ministre de l'équipement, des transports, du logement, du tourisme et de la mer, fait un bilan sur la Météopole vingt ans après sa création.
En 2014, un supercalculateur est installé.

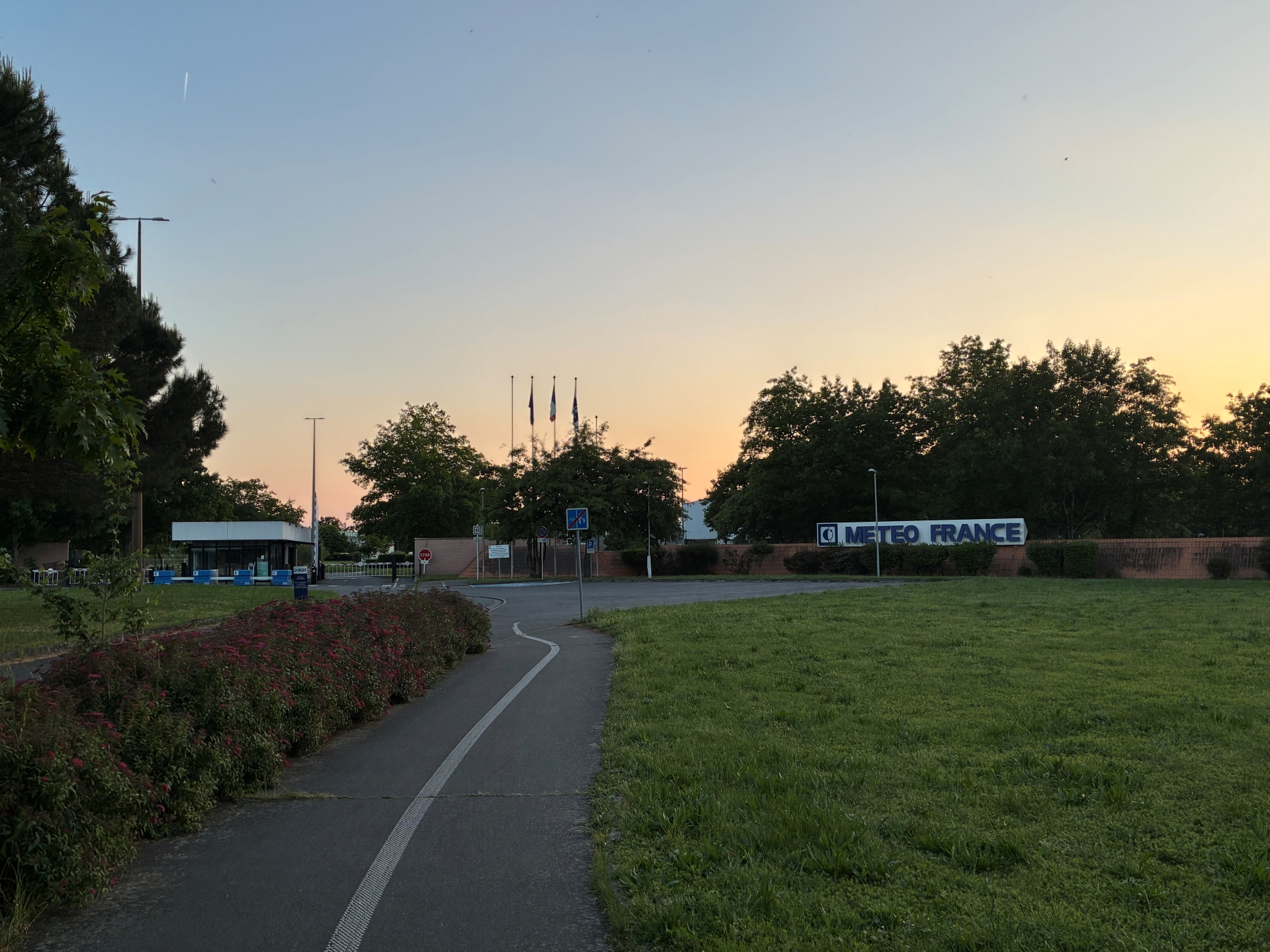
Entrée de la Météopôle en mai 2025.

## Organismes et services sur le site
Les principaux services techniques nationaux de Météo-France y sont rassemblés :
- le centre national de prévision météorologique (CNP),
- le centre de calcul, avec le supercalculateur de Météo-France,
- l'École nationale de la météorologie (ENM),
- le Centre national de recherches météorologiques (CNRM),
- Les services de climatologie et des systèmes d'observations
- un Centre International de Conférences (CIC)[8].

Les autres organismes sont :
- le Centre Européen de Recherche et de Formation Avancée en Calcul Scientifique (CERFACS)[9],
- le Service Central d'Hydrométéorologie et d'Appui à la Prévision des Inondations (SCHAPI),
- le Centre Interarmées de Soutien Météo-océanographique aux Forces (CISMF)[10].

## Architecture
Les bâtiments ont deux à trois niveaux, avec des toits-terrasse.
La première série de bâtiments (école, centre de recherche, résidences, restaurant), inaugurée en 1982, a été conçue par le cabinet toulousain de René Viguier assisté de son fils Jean-Paul. Les façades mêlent le blanc et les carreaux de terre cuite. Du côté sud-ouest, les bâtiments de l'école et du centre de recherche sont dotés de nefs triangulaires, dont la couverture repose sur des tubes courant du sol jusqu'au sommet du bâtiment. Quelques silhouettes émergent : deux tours, dont l'une porte un radar, et, au milieu du champ de mesures, un abri de gonflement de ballons, de forme cylindrique couvert par un toit en soucoupe.
Le bâtiment Pascal a été construit entre 2002 et 2004, sur des plans dressés par le cabinet Hesters et Barlatier, associé à BEFS Ingénierie. La même équipe a ensuite conçu le bâtiment Émilie du Châtelet, achevé et inauguré en 2012.
Le bâtiment le plus récent est celui du SCHAPI, inauguré le 23 février 2015 par la ministre de l'écologie Ségolène Royal, et conçu par l'agence toulousaine d'architecture W-Architectures.

## Site de mesure
La météopole héberge plusieurs systèmes de mesure :
- Un radar de mesure de précipitation[13], faisant partie du réseau opérationnel de Météo-France ARAMIS.
- Une station de lâcher de radiosondages[14], qui est officiellement recensée par l'OMM, mais ne fonctionne qu'à des fins de formation, de test et de recherche, et n'est pas exploitée opérationnellement.
- Une station de mesure météorologique et des flux d’énergie, d’eau et de CO2[15], qui fonctionne depuis 2012 pour le suivi à long terme d’une prairie en périphérie d’une zone urbaine.
- Un récepteur GNSS[16] du réseau GNSS Permanent de l'IGN.
- Un photomètre solaire[17] du réseau AERONET.